# Oribotritia pumila
Oribotritia pumila är en kvalsterart som beskrevs av Wojciech Niedbała 2004. Oribotritia pumila ingår i släktet Oribotritia och familjen Oribotritiidae. Inga underarter finns listade i Catalogue of Life.